# Rasul Tsijayeu
Rasul Tsijayeu –en bielorruso, Расул Ціхаеў– (16 de marzo de 1991) es un deportista bielorruso que compite en lucha libre. Ganó una medalla de bronce en el Campeonato Europeo de Lucha de 2020, en la categoría de 86 kg.

## Palmarés internacional
| Campeonato Europeo | Campeonato Europeo | Campeonato Europeo | Campeonato Europeo |
| Año                | Lugar              | Medalla            | Categoría          |
| ------------------ | ------------------ | ------------------ | ------------------ |
| 2020               | Roma (Italia)      | Medalla de bronce  | 86 kg              |